# ایسیتی
ایسیتی (انگلیسی: Essity) شرکت کالای سوئدی است، که در سال ۲۰۱۷ تأسیس شد.